# روس بوریسی
روس بوریسی (ترکی آذربایجانی: Rus Borisi، به روسی: Русские Борисы) یک منطقهٔ مسکونی در جمهوری آرتساخ است و در استان شاهومیان واقع شده‌است. ولی هم اکنون تحت کنترل جمهوری آذربایجان است و در شهرستان گران‌بوی واقع شده است. روس بوریسی ۵۰۰ نفر جمعیت دارد